# نیکلای لوباچفسکی
نیکلای ایوانوویچ لوباچفسکی (به روسی: Никола́й Ива́нович Лобаче́вский) (فرزند پراسکوفیا الکساندروفنا و ایوان ماکسیموویچ لباچفسکی) (۱ دسامبر ۱۷۹۲ – ۲۴ فوریه ۱۸۵۶)، ریاضی‌دان روس بود. لوباچفسکی، هر چند دربارهٔ موضوعات متنوعی از قبیل مکانیک، اخترشناسی، نظریهٔ احتمالات، تحلیل ریاضی (آنالیز)، و جبر پژوهش کرد و مقاله و کتاب نوشت اما نام او را فعالیت در زمینهٔ هندسه و کشف هندسهٔ نااقلیدسی در تاریخ ماندگار کرد. امروزه اغلب هندسه هذلولوی را به نام او هندسه لوباچفسکی می‌نامند.
لوباچفسکی اولین کسی بود که عملاً مقاله‌ای در زمینهٔ هندسهٔ نااقلیدسی نوشت او در ۱۸۲۹ مقالهٔ خود را به روسی نوشت اما به دلیل دور بودن روسیه از کانون‌های علمی در آن زمان کار او چندان مورد توجه واقع نشد و یانوش بویویی بدون اطلاع از کار لوباچفسکی دو سال بعد در ضمیمهٔ ۲۶ صفحه‌ای کتاب تنتامن که توسط پدرش فورکوش بویویی نوشته شده بود مطالبی دربارهٔ هندسهٔ نااقلیدسی نوشت. چند سال بعد از مرگ لوباچفسکی ارزش کارهای او قدر دانسته شد و به عنوان بینانگذار یکی از هندسه‌های نااقلیدسی که در سطح هذلولوی صادق است و طبق آن از یک نقطه خارج یک خط بی‌نهایت خط به موازات آن می‌توان کشید شناخته شد.
اکنون در کنار هندسه اقلیدسی چند هندسهٔ دیگر وجود دارد که مهم‌ترین‌شان یکی هندسهٔ لوباچفسکی یا هذلولی و دیگری هندسه ریمانی یا هندسه بیضوی است. پس از کارهای فلیکس کلاین از آغاز سده بیستم، مبنای جدیدی برای طبقه‌بندی هندسه‌ها ایجاد شده‌است.
لوباچفسکی علناً با تعلیمات و عقاید کانت در بارهٔ فضا به مثابهٔ شهود ذهنی به مبارزه پرداخت. بر اساس فلسفه کانت ذهن انسان تنها قادر به درک یک فضا و یک نوع هندسه است و آن هندسه اقلیدسی و محال است که هندسه‌های دیگری را بتوان تصور کرد. لباچفسکی در ۱۸۳۵ نوشت: «تلاش‌های بی‌ثمری که از زمان اقلیدس تا کنون صورت گرفته‌است… این بدگمانی را در من برانگیخت که حقیقت… در داده‌ها وجود ندارد و برای اثبات آن، مثل مورد قوانین دیگر طبیعت، کمک‌های تجربی، مثلاً مشاهدات نجومی مورد نیاز است.» (هندسه‌های اقلیدسی و نااقلیدسی) کشف هندسه نا اقلیدسی اثری شگرف بر تفکر انسان داشت و همانند کشف نجوم کوپرنیکی انقلابی در دانش‌ها ایجاد کرد.